# Endrefalva
Endrefalva is een plaats (község) en gemeente in het Hongaarse comitaat Nógrád. Endrefalva telt 1278 inwoners (2001).